# Andreas Brännström
Karl Thomas Christian Andreas Brännström (* 10. května 1976) je švédský fotbalový trenér, který naposledy vedel český klub FK Mladá Boleslav.

## Hráčská kariéra
Brännström hrával na pozici záložníka a byl považován za jednoho z největších talentů své generace, kdyby jeho kariéru brzy nepřervalo zranění.

## Trenérská kariéra
Brännström zahájil svou trenérskou kariéru ve švédském klubu IK Sirius. V roce 2007 trenérskou dráhu jako kouč mládeže. Posléze se na záskok ujal i prvního týmu.
V roce 2013 působil v třetiligovém AFC Eskilstuna, kvůli neshodám s vedením ale po půlroce v klubu skončil. V roce 2014 převzal tým Dalkurd FF, který založili kurdští přistěhovalci v rámci projektu integrace do švédské společnosti. S týmem postoupil do druhé švédské ligy, v roce 2015 ale na svou vlastní žádost klub opustil. Následně působil rok v mládeži Hammarby, kde vedl mužstva do 19 a 21 let.
Poté se vrátil do předchozího působiště a byl u postupu Dalkurdu do první švédské ligy, nicméně se Brännström kvůli neshodám s vedením rozhodl tým v roce 2018 opět opustit. Získal pověst trenéra, který je schopen dostat se s klubovým vedením do křížku, pokud nevidí vizi, kam se všichni společně chtějí ubírat.
Brännström následně převzal druholigový klub Jönköpings Södra a dovedl ho v roce 2019 na čtvrté místo, následně však neúspěšně bojoval v play off o nejvyšší soutěž Allsvenskan.
V roce 2021 se stal asistentem trenéra Jense Gustaffsona v chorvatském Hajduku Split. Na lavičce zůstal ovšem jen pět měsíců.
Po návratu do Švédska byl Brännström rok koučem Mjällby. Od ledna do června 2023 působil v nejpopulárnějším klubu země AIK Stockholm.
Dne 24. srpna 2024 byl Brännström jmenován novým trenérem českého klubu FK Mladá Boleslav, kde nahradil Davida Holoubka. Funkci opustil počátkem dubna 2025 na vlastní žádost z osobních důvodů.

## Kontroverze
V průběhu let se Brännström stal v trenérských kruzích poměrně kontroverzní osobností. V médiích i na jiných platformách zaujímal ostré postoje proti rasismu. Byl také prvním kritikem ovlivňování zápasů ve švédském fotbale. Obvinil například švédský druholigový tým Syrianska FC z tzv. match-fixingu.